# جوزيف-ألفرد ديون
جوزيف-ألفرد ديون هو محامي وسياسي كندي، ولد في 21 مارس 1897 في باس سان ريمون في كندا، وتوفي في 30 نوفمبر 1957. نشط حزبياً في الحزب الليبرالي الكندي. وقد انتخب عضو مجلس العموم الكندي.